# Leuvehaven (metrostation)
Leuvehaven is een ondergronds metrostation van de Rotterdamse metro in het centrum van Rotterdam. Het station maakt deel uit van het eerste traject van de Rotterdamse metro, dat op 9 februari 1968 geopend werd en tegenwoordig lijn D heet.
Station Leuvehaven bevindt zich onder de Schiedamsedijk, ten westen van de Leuvehaven en nabij de Erasmusbrug, het Maritiem Museum en de uitgaanswijk Cool. Direct ten zuiden van het station begint de metrotunnel onder de Nieuwe Maas. De stationshal bevindt zich tussen de perrons en het straatniveau, aan de zuidzijde van het station. Aan het eind van de jaren 90 werden twee noordelijke uitgangen geopend, die voorzien zijn van een lift en van de perrons direct naar de straat leiden.
Ten noorden van het metrostation ligt een aftakking naar de lijnen A, B en C via een enkelsporige verbindingstunnel. Deze wordt echter niet gebruikt voor passagierstreinen.
Station Leuvehaven ligt nabij het Oogziekenhuis Rotterdam, wat ook omgeroepen wordt in de treinstellen.
Aan de zuidkant van het metrostation ligt bovengronds de tramhalte van de RET tramlijnen 3 en 5.
Sinds eind 2011 stopt de RandstadRail metro tussen Den Haag Centraal en Slinge hier, waardoor het station dus onderdeel geworden is van metrolijn E.

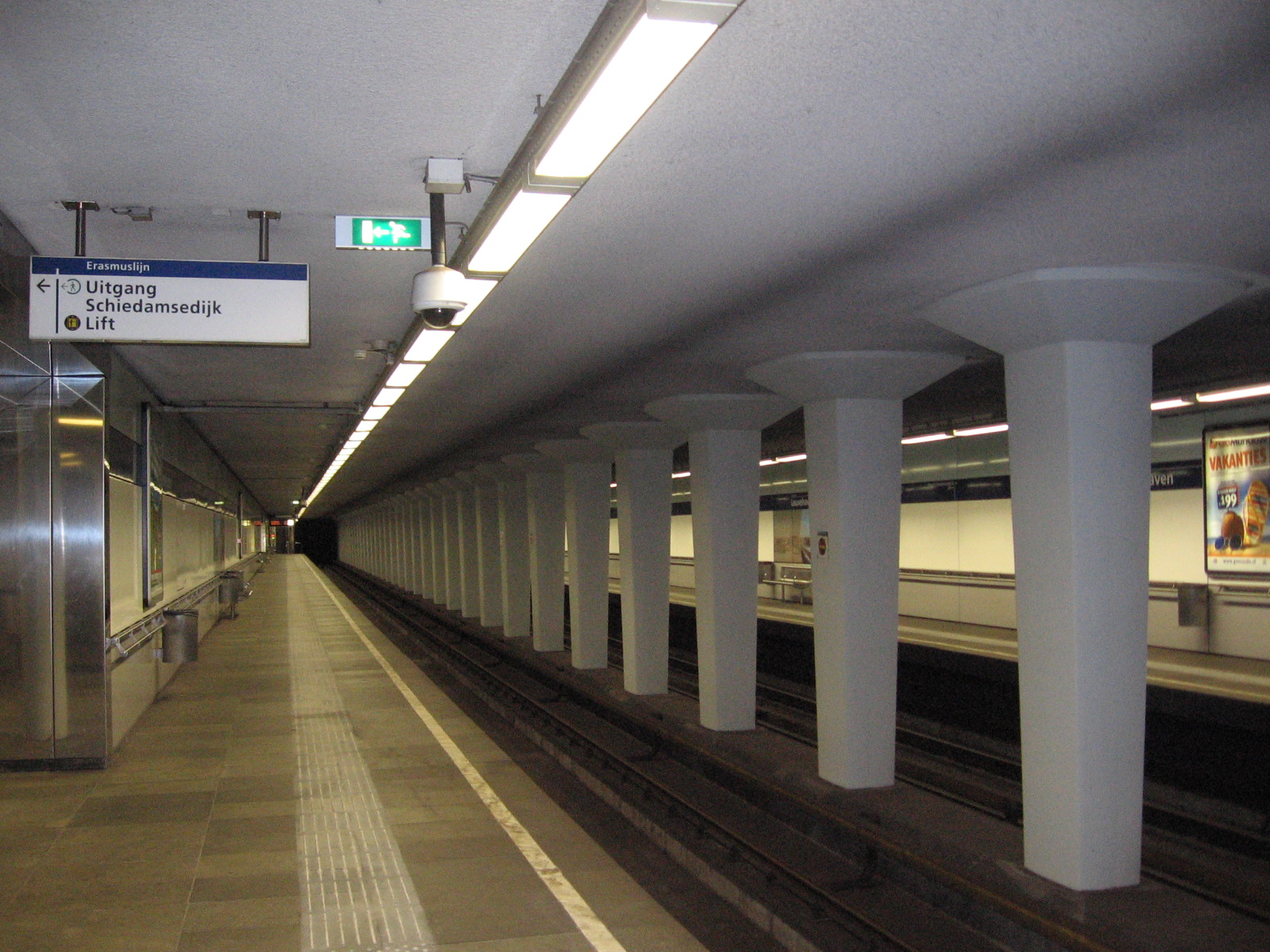
Zicht vanaf het perron

Rotterdam Centraal  · Stadhuis · Beurs · Leuvehaven · Wilhelminaplein · Rijnhaven · Maashaven · Zuidplein · Slinge · Rhoon · Poortugaal · Tussenwater · Hoogvliet · Zalmplaat · Spijkenisse Centrum · Heemraadlaan · De Akkers
Den Haag Centraal  · Laan van NOI  · Voorburg 't Loo · Leidschendam-Voorburg · Forepark · Leidschenveen · Nootdorp · Pijnacker Centrum · Pijnacker Zuid · Berkel Westpolder · Rodenrijs · Meijersplein/Airport · Melanchthonweg · Blijdorp · Rotterdam Centraal  · Stadhuis · Beurs · Leuvehaven · Wilhelminaplein · Rijnhaven · Maashaven · Zuidplein · Slinge